# (5991) Ivavladis
(5991) Ivavladis es un asteroide perteneciente al cinturón de asteroides, región del sistema solar que se encuentra entre las órbitas de Marte y Júpiter, más concretamente a la familia de Herta, descubierto el 25 de abril de 1979 por Nikolái Stepánovich Chernyj desde el Observatorio Astrofísico de Crimea (República de Crimea).

## Designación y nombre
Designado provisionalmente como 1979 HE3. Fue nombrado Ivavladis en homenaje a Vladislav Aleksandrovich Ivanov, profesor en el St. Instituto de Petersburgo de Mecánica Fina y Óptica. Ingeniero electromecánico y metrólogo, descubrió una nueva técnica de imagen basada en la resonancia magnética e inventó varios instrumentos para investigaciones espaciales, aéreas, marinas y subterráneas.

## Características orbitales
Ivavladis está situado a una distancia media del Sol de 2,413 ua, pudiendo alejarse hasta 2,738 ua y acercarse hasta 2,087 ua. Su excentricidad es 0,134 y la inclinación orbital 3,225 grados. Emplea 1369,39 días en completar una órbita alrededor del Sol.

## Características físicas
La magnitud absoluta de Ivavladis es 14,1. Tiene 4,16 km de diámetro y su albedo se estima en 0,213. 